# Michael Schumacher
Michael Schumacher (Hürth-Hermülheim, 3 januari 1969) is een Duits voormalig autocoureur die van 1991 tot en met 2006 en van 2010 tot en met 2012 actief was in de Formule 1. Hij werd zeven keer wereldkampioen en heeft vele records op zijn naam staan.
Op 29 december 2013 liep Schumacher bij een skiongeluk ernstig hersenletsel op.

## Carrière

### 1984-1991: Vroege carrière
Schumacher begon zijn carrière in het karten. Zijn vader beheerde het kartcircuit in Kerpen-Manheim en zorgde voor Michaels eerste kart. Schumacher bleek een getalenteerd coureur en tussen 1984 en 1987 won hij verschillende Duitse en Europese kartwedstrijden. Hij werd de eerste kampioen van het Formel König-kampioenschap in 1988. Via onder meer de Formule 3 en sportwagenraces als lid van het Mercedes-Benz-Junior Team maakte hij een snelle opmars in de autosport.

### Jordan

#### 1991: Debuut in de Formule 1

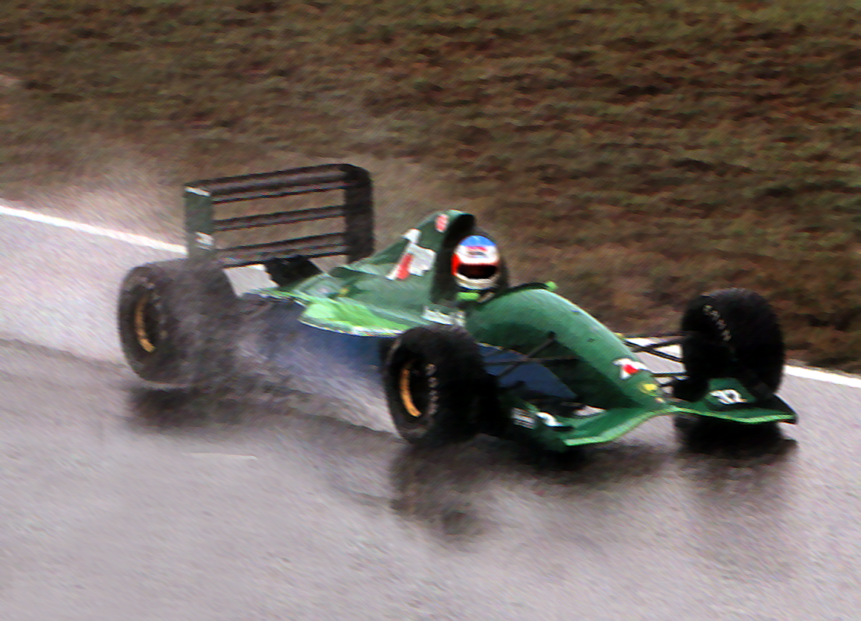
Jordan 191, 1991

Eddie Jordan zocht in 1991 een vervanger voor een van zijn rijders, Bertrand Gachot, die wegens het gebruik van pepperspray de gevangenis in moest. Hij liet Schumacher op Silverstone testen, waar de Duitser een goede indruk maakte. Schumacher mocht debuteren tijdens de Grote Prijs van België op het circuit van Spa-Francorchamps en hij viel meteen op door een zevende kwalificatietijd te realiseren. Hij kwam in de race echter niet verder dan enkele honderden meters door een kapotte koppeling.

### Benetton

#### 1991-1993: Talent in opkomst
Schumacher werd opgemerkt door Flavio Briatore en Tom Walkinshaw van Benetton. Zij kaapten hem na zijn eerste race weg bij Jordan. Schumacher debuteerde bij het Benetton-team naast drievoudig wereldkampioen Nelson Piquet. In zijn eerste Grand Prix voor het team kwalificeerde en eindigde hij direct voor Piquet. Met één vijfde en twee zesde plaatsen eindigde Schumacher als veertiende in zijn eerste seizoen, waarin hij zes races reed.
In 1992 bevestigde Schumacher zijn talent met acht podiumplaatsen. In België pakte hij in zijn 18e Formule 1 race zijn eerste Grand Prix-overwinning en was daarmee de eerste Duitser die een race wist te winnen na Jochen Mass in 1975. In zijn eerste volledige seizoen 'stuntte' Schumacher door het jaar te eindigen op een derde plaats algemeen, voor zijn idool Ayrton Senna.
1993 was een moeilijk seizoen voor Schumacher. Alain Prost was oppermachtig in zijn Williams en Schumacher eindigde in 1993 als vierde, achter Prost, Senna en toekomstig rivaal Damon Hill, met één overwinning. In Portugal wist hij Alain Prost achter zich te houden en pakte daardoor zijn tweede zege in zijn carrière.

#### 1994: Eerste titel

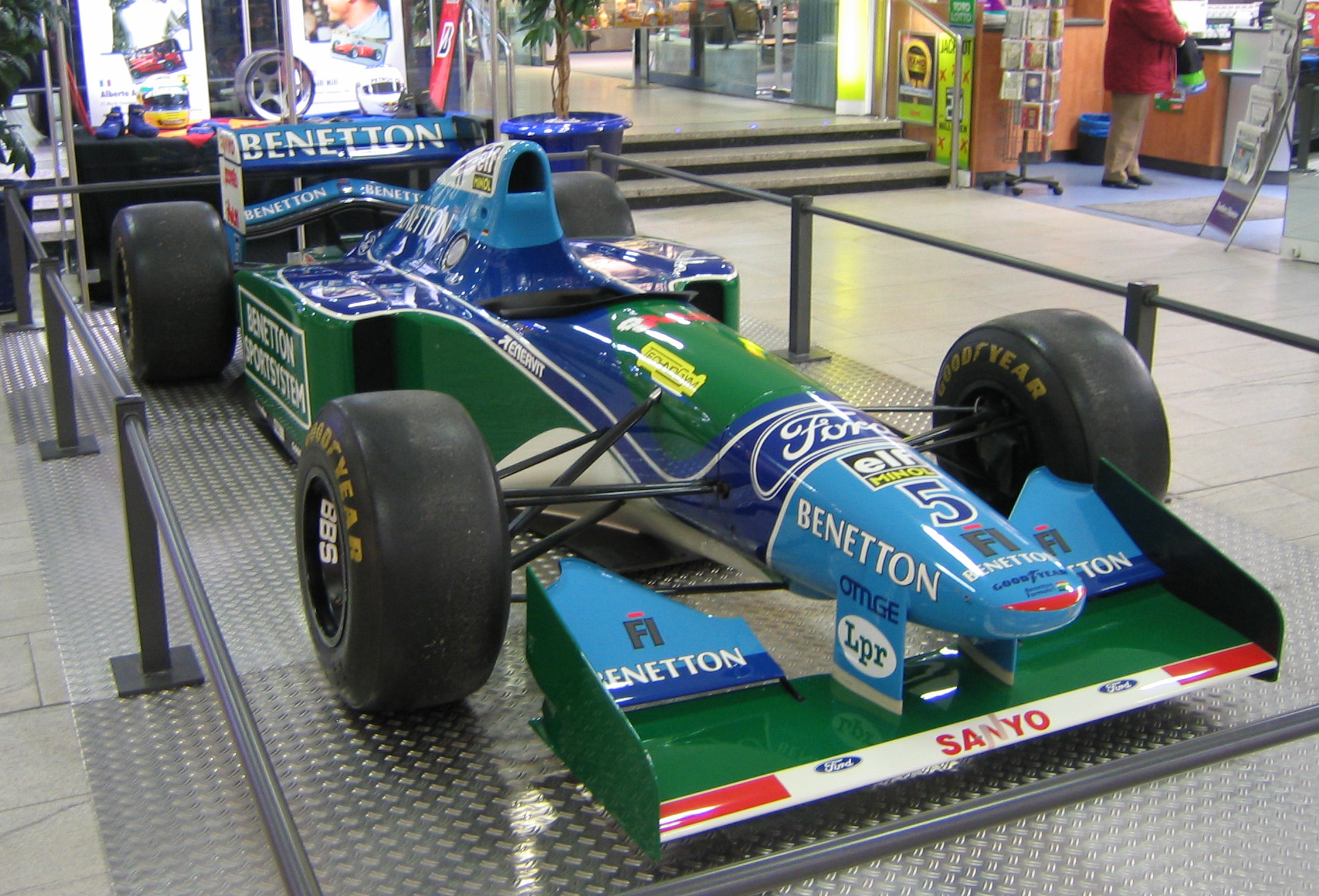
Schumacher's Benetton B194

In 1994 leek de grote krachtmeting tussen Senna en Schumacher te gaan plaatsvinden. De eerste twee races werden gewonnen door Schumacher, terwijl Senna uitviel. Dan volgde het weekend in Imola, waarin Senna en Roland Ratzenberger dodelijk verongelukten. Schumacher won vervolgens voor de derde keer op rij. Van de volgende vier wedstrijden won hij er nog drie, maar dan leek het tij te keren. Na het negeren van een zwarte vlag, op aanwijzing van zijn team, op Silverstone werd Schumacher gediskwalificeerd, waardoor zes punten verloren gingen. Na een nulresultaat (kapotte motor) in "zijn" thuisrace en de winst in Hongarije, werd Schumacher na de Grand Prix Formule 1 van België wederom gediskwalificeerd wegens een te ver afgesleten bodemplaat en geschorst voor twee wedstrijden (Italië en Portugal). Damon Hill, na de dood van Senna de eerste rijder van Williams, kon ongehinderd zijn achterstand goedmaken en was bij aanvang van de laatste race in Australië Schumacher tot op één punt genaderd. In de race dwong Hill Schumacher tot een zeldzame fout, maar doordat Schumacher bij het ingaan van de bocht spreekwoordelijk "de deur dichtgooide" kwamen beide auto's met elkaar in aanraking. Schumacher viel direct uit de race, terwijl Hill nog de pit wist te bereiken. In de pit bleek echter dat de auto van Hill zodanig beschadigd was dat doorrijden onverantwoord was. Het uitvallen van Hill leverde Schumacher het wereldkampioenschap van 1994 op. Na afloop droeg Schumacher zijn titel op aan zijn idool Ayrton Senna.

#### 1995: Tweede titel

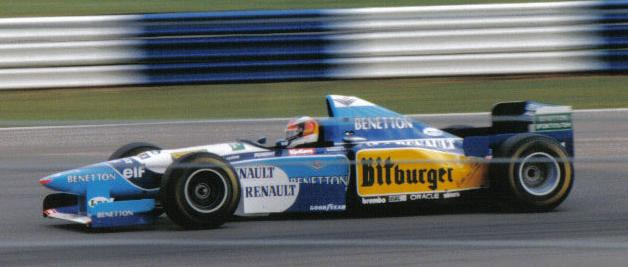
Schumacher in de Benneton B195, Silverstone, 1995

In 1995 nam de strijd tussen Hill en Schumacher op de baan toe. In tegenstelling tot Australië 1994, was het dit jaar Hill die zichzelf en Schumacher op Silverstone en Monza uitschakelde. Hill kon echter dit jaar geen serieuze vuist maken: Schumacher was met negen overwinningen superieur. Hij haalde in Aida het wereldkampioenschap voor de tweede keer binnen. In augustus tekende Schumacher voor drie seizoenen bij het Italiaanse Ferrari.

### Ferrari

#### 1996: Nieuwe uitdaging
In 1996 stapte Schumacher samen met technisch directeur Ross Brawn en ontwerper Rory Byrne over naar de Italiaanse renstal Ferrari. De afgelopen jaren voor het Italiaanse team waren gekenmerkt door betrouwbaarheidsproblemen en matige resultaten. Ferrari hoopte met Schumacher de resultaten om te kunnen buigen naar een uiteindelijke wereldtitel. De verwachtingen waren, ook door Schumacher zelf, laag gespannen. Williams-Renault domineerde met Damon Hill en Jacques Villeneuve het seizoen 1996. Schumacher behaalde vier polepositions en drie overwinningen. De eerste zege kwam er in de regen te Barcelona, waar hij zijn concurrenten op grote achterstand reed. Ook op Spa en Monza behaalde hij zeges. Het eindresultaat was een derde plaats in het kampioenschap terwijl zijn voormalig rivaal Damon Hill dat jaar de titel naar zich toe wist te trekken.

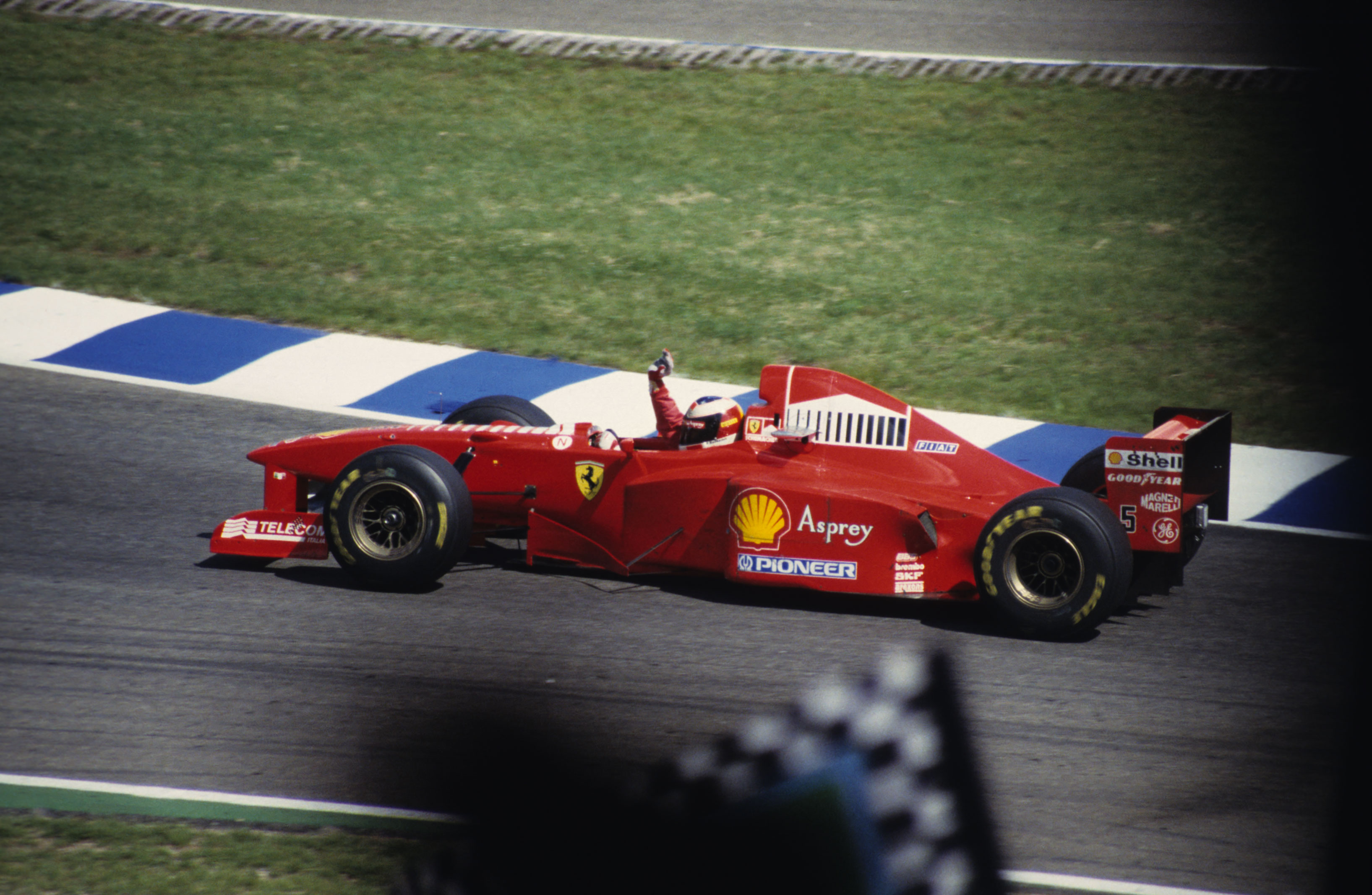
Schumacher, Grand Prix van Duitsland, 1997

#### 1997: Vergooide kans
In tegenstelling tot de algemene verwachtingen deed Schumacher in 1997 volop mee voor de titel. Ferrari had, vergeleken met de Williams van concurrent Villeneuve, niet de beste auto van het veld. Desondanks wist Schumacher goede resultaten te behalen. Net als in 1994 werd het kampioenschap in de laatste race beslist. Schumacher begon de race met een voorsprong van 3 punten. Net als Hill drie jaar eerder, kon Villeneuve het tempo van Schumacher goed volgen. Toen Villeneuve zijn inhaalactie pleegde, stuurde Schumacher naar rechts in de hoop Villeneuve te elimineren. Hij belandde echter zelf in de grindbak. Villeneuve eindigde als derde en werd kampioen. Na afloop werd Schumacher naar aanleiding hiervan uit de eindstand geschrapt door de FIA.

#### 1998: Opnieuw net niet

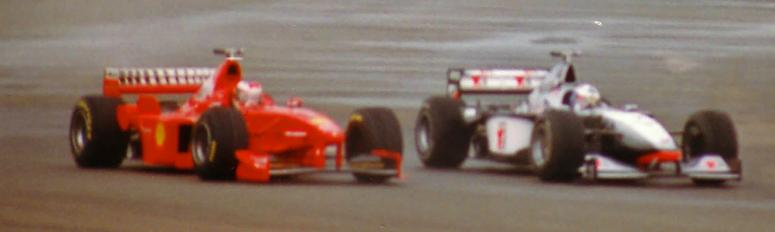
Schumacher in duel met David Coulthard, Silverstone, 1998

McLaren presteerde in 1998 superieur met David Coulthard en Mika Häkkinen aan het stuur. Halverwege het seizoen had Häkkinen al een grote voorsprong, maar Schumacher en Ferrari gaven niet op.
Na enkele gewonnen wedstrijden hadden zij de spanning in het kampioenschap teruggebracht en het kwam weer aan op de laatste wedstrijd op Suzuka. De poleposition was voor Schumacher, maar hij liet zijn motor afslaan op de grid en moest achteraan starten. Hierbij was zijn kans al zo goed als verkeken. Hij vocht zich terug naar een derde plaats, maar een klapband maakte een einde aan zijn wedstrijd en Häkkinen, die de race won, werd kampioen.

#### 1999: Kort seizoen
Het seizoen van 1999 leek dezelfde kant op te gaan als dat van het vorige jaar: een gevecht tussen Schumacher en Häkkinen. Hoewel Häkkinen wat in het voordeel leek te zijn, was het begin van het seizoen spannend. Een zwaar ongeluk op Silverstone maakte een einde aan de aspiraties van Schumacher: hij brak een been op meerdere plaatsen. Schumacher werd vervangen door de Fin Mika Salo. Pas tijdens de voorlaatste race maakte de Duitser zijn comeback. In die race liet hij teamgenoot Eddie Irvine, die nog kans maakte op de titel, winnen. De volgende en laatste race sloot hij af als tweede achter Häkkinen, die zijn tweede titel pakte.

#### 2000: Geduld loont
Schumacher en Ferrari startten het seizoen 2000 superieur: ze wonnen de eerste drie wedstrijden. Halverwege het seizoen viel de Duitser vier keer uit in vijf wedstrijden, waardoor de spanning in het titelgevecht terugkwam. In Japan viel de beslissing in een onderlinge strijd tussen Schumacher en Häkkinen, en uiteindelijk trok Schumacher aan het langste eind. Zijn derde wereldtitel was een feit. Voor Ferrari betekende dit dat voor het eerst sinds 1979 weer een coureur van het team kampioen werd.

#### 2001-2004: Dominantie

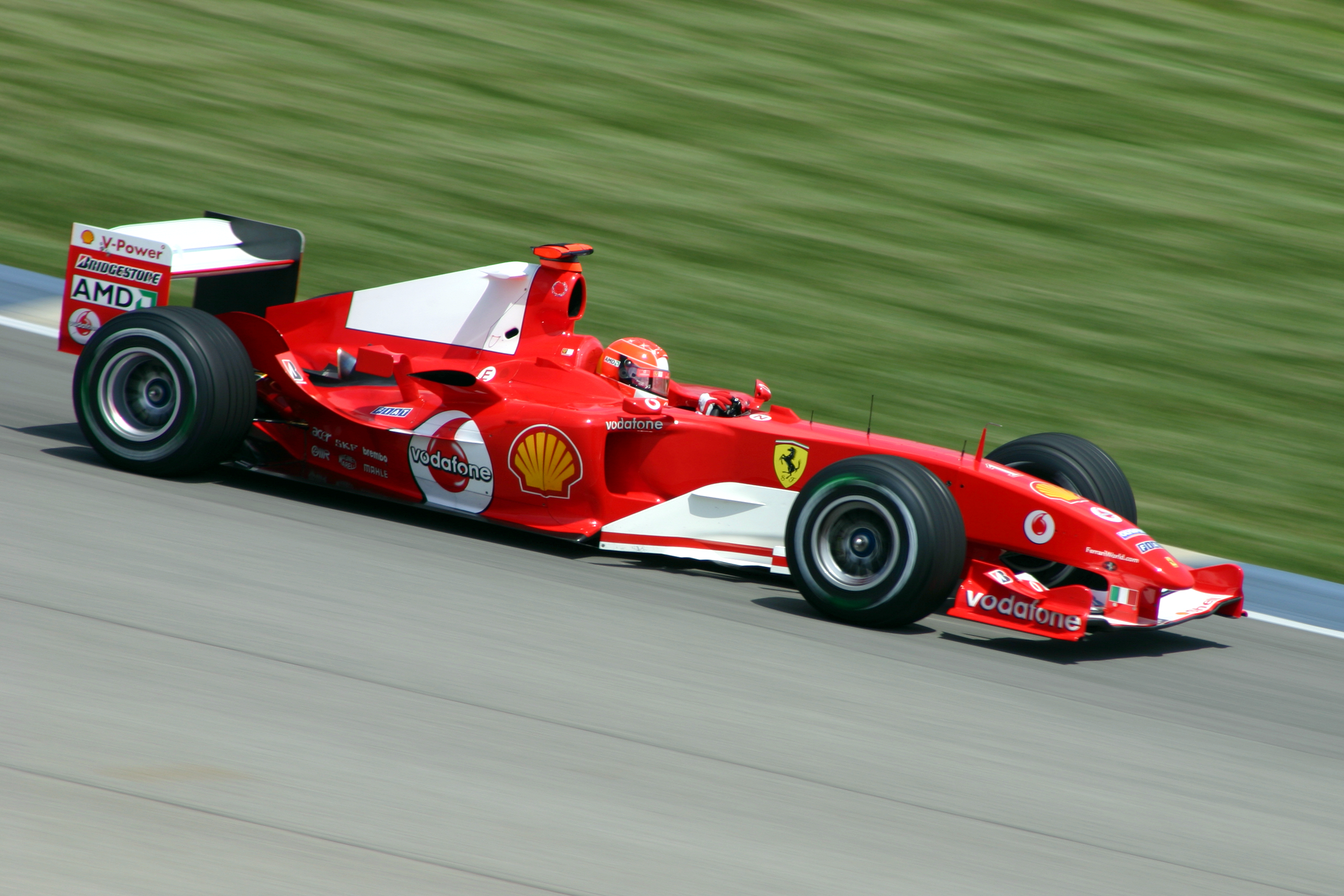
Michael Schumacher op Indianapolis, 2004

Met uitzondering van seizoen 2003, waarin de nieuwe McLaren-coureur Kimi Räikkönen het ook goed deed (twee punten minder dan Schumacher), won Schumacher de seizoenen 2001 tot en met 2004 met meer dan 120 punten. Hij behaalde in deze vier jaren 39 overwinningen.
De jaren 2001-2004 worden ook wel aangeduid als het tijdperk van Schumacher.
Om de Duitser te stoppen werd in 2003 zelfs een nieuw puntensysteem ingevoerd, nadat hij in 2002 een nieuw record vestigde door als vroegste ooit (in een seizoen) wereldkampioen te worden in Frankrijk.
In 2003 was er lange tijd spanning, tot de regenrace op Indianapolis, waarin Schumacher Juan Pablo Montoya en Räikkönen van zich af hield en een gat sloeg dat beslissend bleek in de laatste race van 2003. Een situatie die drie jaar later omgekeerd zou zijn (zie 2006).

#### 2005-2006: Strijd met nieuwe generatie
Aan het monopolie van Schumacher kwam in seizoen 2005 een einde. Eén overwinning werd behaald op Indianapolis, waaraan wegens perikelen rond bandenfabrikant Michelin alleen de drie Bridgestone-teams meededen. Hij werd derde in het kampioenschap en Fernando Alonso werd kampioen. Tussen hem en Schumacher zou het volgende seizoen een felle strijd losbarsten.
In 2006 deed Ferrari betere zaken. Schumacher leek de voornaamste concurrent van titelverdediger Alonso. In het begin liep hij een achterstand op, maar halverwege het seizoen maakte hij een inhaalslag. Na de Grand Prix van Italië, die op 10 september 2006 op het circuit van Monza werd verreden en werd afgesloten met winst van Schumacher, werd direct na afloop van de Grand Prix bekendgemaakt dat de Duitser na 2006 zou stoppen met racen. In de plaats van Schumacher ging Kimi Räikkönen bij Ferrari rijden, naast Felipe Massa. Schumacher bleef actief bij Ferrari. In het kampioenschap naderde hij intussen Alonso steeds meer: na de Grand Prix van China stond hij aan de leiding van de WK-tussenstand, samen met Alonso (maar met één overwinning meer). In de daaropvolgende Grand Prix, die van Japan, leek Schumacher op weg naar zijn achtste wereldtitel, totdat zijn motor het begaf toen hij aan de leiding reed. Alonso ging aan de haal met de winst in Japan en had tien punten voorsprong op de Duitser. Deze moest dan ook sowieso de laatste wedstrijd in Brazilië winnen om nog kans te maken op een nieuwe titel. Schumacher reed een van zijn beste Formule 1-races in Brazilië, maar sloot zijn eerste carrière (zie 2010) uiteindelijk af met een vierde plaats nadat hij een inhaalrace had moeten rijden door een lekke band. Hierdoor was het Alonso die zijn tweede wereldkampioenschap binnenhaalde en zodoende zou het voor Schumacher bij zeven wereldtitels blijven.

#### 2009: Toch niet invallen voor Massa
Eind juli 2009 kondigde Schumacher zijn kortstondige rentree in de Formule 1 aan. Hij zou bij Ferrari de vervanger worden van Massa, die tijdens de kwalificatie van de Grote Prijs van Hongarije zwaargewond was geraakt en dat seizoen waarschijnlijk niet meer in actie zou komen. Op 11 augustus 2009 maakte Schumacher op zijn eigen website echter bekend dat zijn rentree niet door kon gaan. Hij had namelijk eerder dat jaar een motorongeluk gehad, waardoor hij een nekblessure opliep. Zijn nek bleek nog niet in staat te zijn om de grote krachten die een Formule 1-auto uitoefent aan te kunnen. Een latere comeback van Schumacher werd evenwel niet uitgesloten.

### Mercedes

#### 2010: Terugkeer naar de grid

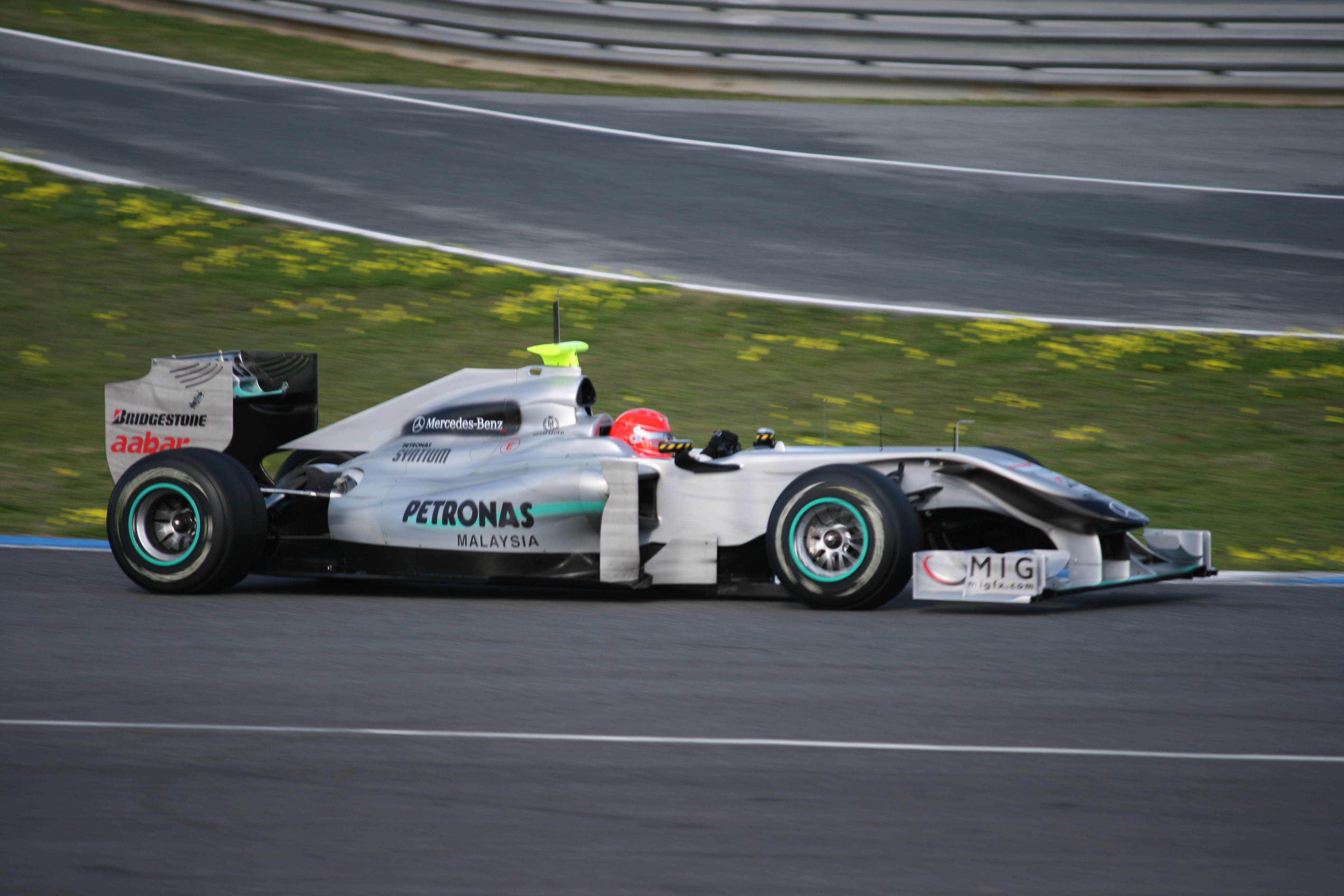
Michael Schumacher, Mercedes MGP W01, pre-season testing in Jerez, 2010

Op 23 december 2009 werd bekendgemaakt dat Schumacher in 2010 zijn comeback zou maken. Op 14 maart 2010 keerde Schumacher, rijdend voor Mercedes GP met startnummer 3, terug op de grid. Schumacher was bij aanvang van het seizoen 2010 met zijn 41 jaar de oudste coureur. In het seizoen 2010 eindigde Schumacher met 72 behaalde punten op de negende plaats in het rijderskampioenschap.

#### 2011: Opnieuw geen topauto
Ook in 2011 kon Mercedes GP totaal geen vuist maken tegen teams als Ferrari, Red Bull Racing en McLaren. In 2011 eindigde Schumacher op de 8e plaats met 76 punten.

#### 2012: Laatste seizoen
In 2012 behaalde Schumacher zijn eerste podiumplaats sinds zijn comeback: een derde plaats tijdens de Grand Prix Formule 1 van Europa 2012 op het circuit van Valencia.
Doordat hij een verlenging van zijn contract voor 2013 bij Mercedes had afgeslagen, ging Mercedes op zoek naar een vervanger.
Dat werd Lewis Hamilton. Op 4 oktober maakte Schumacher op Suzuka bekend dat hij aan het einde van dit seizoen zijn carrière in de Formule 1 definitief zou beëindigen. Op 25 november 2012 reed hij zijn laatste Grand Prix in de Formule 1, de Grand Prix Formule 1 van Brazilië 2012.

## Ongeval
Op 29 december 2013 raakte Schumacher bij een skiongeluk in Méribel in de Franse Alpen levensgevaarlijk gewond. Tijdens het skiën viel hij met zijn hoofd op een steen. Hij werd met spoed naar het plaatselijke ziekenhuis in Moûtiers gebracht, maar werd voor gespecialiseerde zorg naar Grenoble gevlogen. Het ziekenhuis in Grenoble gaf aan dat Schumacher een schedeltrauma had opgelopen en in een kunstmatig coma werd gehouden.
Op 16 juni 2014 werd door zijn manager bekendgemaakt dat Schumacher niet langer in een coma verkeerde en het ziekenhuis in Grenoble had verlaten. Hij werd overgebracht naar een ziekenhuis in Lausanne, dat hij op 9 september 2014 verliet om naar zijn Zwitserse huis terug te keren om daar verder te revalideren.
Sindsdien deed de familie geen mededelingen over zijn gezondheidstoestand, maar op 19 september 2016 maakte een advocaat van de familie bekend dat Schumacher niet kan lopen, noch zelfstandig kan staan. Meer details werden niet gegeven.
Op 11 september 2019 onderging Schumacher in Parijs een medische behandeling (stamceltransplantatie).

## Formule 1-carrière
Volgens de FIA was hij lange tijd (sinds 2002, toen hij het aantal wereldkampioenschappen van Juan Manuel Fangio evenaarde, maar meer gewonnen races op zijn naam had staan) "statistisch de grootste coureur die de sport ooit gezien heeft", die "titel" raakte hij kwijt in 2020 toen Lewis Hamilton hem voorbij streefde. Hamilton behaalde toen, net als Schumacher, zijn 7de wereldtitel, maar had meer Grand Prix overwinningen geboekt, en meer pole-positions veroverd.
|                       | 1991 | 1992 | 1993 | 1994 | 1995 | 1996 | 1997* | 1998 | 1999 | 2000 | 2001 | 2002 | 2003 | 2004 | 2005 | 2006 | 2010 | 2011 | 2012 | Totaal |
| --------------------- | ---- | ---- | ---- | ---- | ---- | ---- | ----- | ---- | ---- | ---- | ---- | ---- | ---- | ---- | ---- | ---- | ---- | ---- | ---- | ------ |
| Aantal races          | 6    | 16   | 16   | 14   | 17   | 16   | 17    | 16   | 10   | 17   | 17   | 17   | 16   | 18   | 18   | 18   | 19   | 19   | 20   | 308    |
| Aantal zeges          |      | 1    | 1    | 8    | 9    | 3    | 5     | 6    | 2    | 9    | 9    | 11   | 6    | 13   | 1    | 7    | 0    | 0    | 0    | 91     |
| Aantal polepositions  |      |      |      | 6    | 4    | 4    | 3     | 3    | 3    | 9    | 11   | 7    | 5    | 8    | 1    | 4    | 0    | 0    | 0    | 68     |
| Aantal snelste ronden |      | 2    | 5    | 8    | 8    | 2    | 3     | 6    | 5    | 2    | 3    | 7    | 5    | 10   | 3    | 6    | 0    | 0    | 1    | 77     |
| Aantal podiumplaatsen |      | 8    | 9    | 10   | 11   | 8    | 8     | 11   | 6    | 12   | 15   | 17   | 8    | 15   | 5    | 11   | 0    | 0    | 1    | 155    |
| Aantal WK-punten      | 4    | 53   | 52   | 92   | 102  | 59   | 78*   | 86   | 44   | 108  | 123  | 144  | 93   | 148  | 62   | 121  | 72   | 76   | 49   | 1566   |
| Eindstand WK          | 12   | 3    | 4    | 1    | 1    | 3    | DSQ*  | 2    | 5    | 1    | 1    | 1    | 1    | 1    | 3    | 2    | 9    | 8    | 13   |        |

* Schumacher werd in 1997 geschrapt uit de WK-stand wegens een verkeerde actie op Jacques Villeneuve in de laatste race van het seizoen. Hij behield wel alle punten en overwinningen van dat seizoen.
| Punten |           |           |           |
| Plaats | 1991-2002 | 2003-2009 | 2010-2018 |
| 1      | 10        | 10        | 25        |
| 2      | 6         | 8         | 18        |
| 3      | 4         | 6         | 15        |
| 4      | 3         | 5         | 12        |
| 5      | 2         | 4         | 10        |
| 6      | 1         | 3         | 8         |
| 7      | -         | 2         | 6         |
| 8      | -         | 1         | 4         |
| 9      | -         | -         | 2         |
| 10     | -         | -         | 1         |

### Totale Formule 1-resultaten
| Kleur  | Resultaat                       |
| ------ | ------------------------------- |
| Goud   | Winnaar                         |
| Zilver | Tweede plaats                   |
| Brons  | Derde plaats                    |
| Groen  | Gefinisht (punten behaald)      |
| Blauw  | Gefinisht (geen punten behaald) |
| Blauw  | Niet geklasseerd (NC)           |
| Paars  | Uitgevallen (DNF)               |
| Rood   | Niet gekwalificeerd (DNQ)       |

| Kleur  | Resultaat                              |
| ------ | -------------------------------------- |
| Zwart  | Gediskwalificeerd (DSQ)                |
| Wit    | Niet gestart (DNS)                     |
| Blanco | Gewond (INJ)                           |
| Blanco | Uitgesloten (EX)                       |
| Blanco | Teruggetrokken (WD) / Niet deelgenomen |
| P      | Poleposition                           |
| S      | Snelste ronde                          |

#### 1991 – 1999
| Seizoen | Inschrijving                | Chassis        | Motor                 | 1       | 2      | 3        | 4       | 5       | 6        | 7      | 8       | 9        | 10      | 11      | 12      | 13       | 14      | 15      | 16        | 17      | Pos.   | Punten |
| ------- | --------------------------- | -------------- | --------------------- | ------- | ------ | -------- | ------- | ------- | -------- | ------ | ------- | -------- | ------- | ------- | ------- | -------- | ------- | ------- | --------- | ------- | ------ | ------ |
| 1991    | Team 7UP Jordan             | Jordan 191     | Ford HBB 4 3.5 V8     | VST 0   | BRA 0  | SMR 0    | MON 0   | CAN 0   | MEX 0    | FRA 0  | GBR 0   | DUI 0    | HON 0   | BEL DNF |         |          |         |         |           |         | 12     | 4      |
| 1991    | Camel Benetton Ford         | Benetton B191  | Ford HBA 5 3.5 V8     |         |        |          |         |         |          |        |         |          |         |         | ITA 5   | POR 6    | SPA 6   | JPN DNF | AUS DNF   |         | 12     | 4      |
| 1992    | Camel Benetton Ford         | Benetton B191B | Ford HB 3.5 V8        | ZAF 4   | MEX 3  | EUR 3    |         |         |          |        |         |          |         |         |         |          |         |         |           |         | Brons  | 53     |
| 1992    | Camel Benetton Ford         | Benetton B192  | Ford HB 3.5 V8        |         |        |          | SPA 2   | SMR DNF | MON 4    | CAN 2  | FRA DNF | GBR 4    | DUI 3   | HON DNF | BEL 1S  | ITA 3    | POR 7   | JPN DNF | AUS 2S    |         | Brons  | 53     |
| 1993    | Camel Benetton Ford         | Benetton B193  | Ford HB 3.5 V8        | ZAF DNF | BRA 3S |          |         |         |          |        |         |          |         |         |         |          |         |         |           |         | 4      | 52     |
| 1993    | Camel Benetton Ford         | Benetton B193B | Ford HB 3.5 V8        |         |        | EUR DNF  | SMR 2   | SPA 3S  | MON DNF  | CAN 2S | FRA 3S  | GBR 2    | DUI 2S  | HON DNF | BEL 2   | ITA DNF  | POR 1   | JPN DNF | AUS DNF   |         | 4      | 52     |
| 1994    | Mild Seven Benetton Ford    | Benetton B194  | Ford Zetec-R 3.5 V8   | BRA 1S  | PAC 1S | SMR 1    | MON 1PS | SPA 2PS | CAN 1PS  | EUR 1  | GBR DSQ | DUI DNF  | HON 1PS | BEL DSQ | ITA 0   | POR 0    | EUR 1PS | JPN 2P  | AUS DNFS  |         | Goud   | 92     |
| 1995    | Mild Seven Benetton Renault | Benetton B195  | Renault RS7 3.0 V10   | BRA 1S  | ARG 3S | SMR DNFP | SPA 1P  | MON 1   | CAN 5PS  | FRA 1S | GBR DNF | DUI 1S   | HON DNF | BEL 1   | ITA DNF | POR 2    | EUR 1S  | PAC 1S  | JPN 1PS   | AUS DNF | Goud   | 102    |
| 1996    | Scuderia Ferrari S.p.A.     | Ferrari F310   | Ferrari 046 3.0 V10   | AUS DNF | BRA 3  | ARG DNF  | EUR 2   | SMR 2P  | MON DNFP | SPA 1S | CAN DNF | FRA DNSP | GBR DNF | DUI 4   | HON 9P  | BEL 1    | ITA 1S  | POR 3   | JPN 2     |         | Brons  | 59     |
| 1997    | Scuderia Ferrari Marlboro   | Ferrari F310B  | Ferrari 046/2 3.0 V10 | AUS 2   | BRA 5  | ARG DNF  | SMR 2   | MON 1S  | SPA 4    | CAN 1P | FRA 1PS | GBR DNFS | DUI 2   | HON 4P  | BEL 1   | ITA 6    | OOS 6   | LUX DNF | JPN 1     | EUR DNF | DSQ†   | 78     |
| 1998    | Scuderia Ferrari Marlboro   | Ferrari F300   | Ferrari 047 3.0 V10   | AUS DNF | BRA 3  | ARG 1    | SMR 2S  | SPA 3   | MON 10   | CAN 1S | FRA 1   | GBR 1S   | OOS 3   | DUI 5   | HON 1S  | BEL DNFS | ITA 1P  | LUX 2P  | JPN DNFPS |         | Zilver | 86     |
| 1999    | Scuderia Ferrari Marlboro   | Ferrari F399   | Ferrari 048 3.0 V10   | AUS 8S  | BRA 2  | SMR 1S   | MON 1   | SPA 3S  | CAN DNFP | FRA 5  | GBR DNS | OOS 0    | DUI 0   | HON 0   | BEL 0   | ITA 0    | EUR 0   | MAL 2PS | JPN 2PS   |         | 5      | 44     |
| Seizoen | Inschrijving                | Chassis        | Motor                 | 1       | 2      | 3        | 4       | 5       | 6        | 7      | 8       | 9        | 10      | 11      | 12      | 13       | 14      | 15      | 16        | 17      | Pos.   | Punten |

† In 1997 werd Schumacher gediskwalificeerd na een ongeluk in de Grand Prix van Europa, waar hij titelconcurrent Jacques Villeneuve van de baan probeerde te rijden. Villeneuve won het kampioenschap, en Schumacher zou met het aantal punten dat hij had behaald tweede geworden zijn.

#### 2000 – 2006 en 2010 – 2012
| Seizoen | Inschrijving                  | Chassis          | Motor                   | 1       | 2      | 3       | 4       | 5       | 6        | 7        | 8      | 9        | 10      | 11      | 12      | 13      | 14      | 15     | 16      | 17      | 18     | 19      | 20    | Pos.   | Punten |
| ------- | ----------------------------- | ---------------- | ----------------------- | ------- | ------ | ------- | ------- | ------- | -------- | -------- | ------ | -------- | ------- | ------- | ------- | ------- | ------- | ------ | ------- | ------- | ------ | ------- | ----- | ------ | ------ |
| 2000    | Scuderia Ferrari Marlboro     | Ferrari F1-2000  | Ferrari 049 3.0 V10     | AUS 1   | BRA 1S | SMR 1   | GBR 3   | SPA 5P  | EUR 1S   | MON DNFP | CAN 1P | FRA DNFP | OOS DNF | DUI DNF | HON 2P  | BEL 2   | ITA 1P  | VST 1P | JPN 1P  | MAL 1P  |        |         |       | Goud   | 108    |
| 2001    | Scuderia Ferrari Marlboro     | Ferrari F2001    | Ferrari 050 3.0 V10     | AUS 1PS | MAL 1P | BRA 2P  | SMR DNF | SPA 1PS | OOS 2P   | MON 1    | CAN 2P | EUR 1P   | FRA 1   | GBR 2P  | DUI DNF | HON 1P  | BEL 1S  | ITA 4  | VST 2P  | JPN 1P  |        |         |       | Goud   | 123    |
| 2002    | Scuderia Ferrari Marlboro     | Ferrari F2001    | Ferrari 050 3.0 V10     | AUS 1   | MAL 3P |         |         |         |          |          |        |          |         |         |         |         |         |        |         |         |        |         |       | Goud   | 144    |
| 2002    | Scuderia Ferrari Marlboro     | Ferrari F2002    | Ferrari 051 3.0 V10     |         |        | BRA 1   | SMR 1P  | SPA 1PS | OOS 1S   | MON 2    | CAN 1  | EUR 2S   | GBR 1   | FRA 1   | DUI 1   | HON 2S  | BEL 1PS | ITA 2  | VST 2P  | JPN 1PS |        |         |       | Goud   | 144    |
| 2003    | Scuderia Ferrari Marlboro     | Ferrari F2002B   | Ferrari 051B 3.0 V10    | AUS 4P  | MAL 6S | BRA DNF | SMR 1PS |         |          |          |        |          |         |         |         |         |         |        |         |         |        |         |       | Goud   | 93     |
| 2003    | Scuderia Ferrari Marlboro     | Ferrari F2003-GA | Ferrari 052 3.0 V10     |         |        |         |         | SPA 1P  | OOS 1PS  | MON 3    | CAN 1  | EUR 5    | FRA 3   | GBR 4   | DUI 7   | HON 8   | ITA 1PS | VST 1S | JPN 8   |         |        |         |       | Goud   | 93     |
| 2004    | Scuderia Ferrari Marlboro     | Ferrari F2004    | Ferrari 053 3.0 V10     | AUS 1PS | MAL 1P | BHR 1PS | SMR 1S  | SPA 1PS | MON DNFS | EUR 1PS  | CAN 1  | VST 1    | FRA 1S  | GBR 1S  | DUI 1P  | HON 1PS | BEL 2   | ITA 2  | CHN 12S | JPN 1P  | BRA 7  |         |       | Goud   | 148    |
| 2005    | Scuderia Ferrari Marlboro     | Ferrari F2004M   | Ferrari 053 3.0 V10     | AUS DNF | MAL 7  |         |         |         |          |          |        |          |         |         |         |         |         |        |         |         |        |         |       | Brons  | 62     |
| 2005    | Scuderia Ferrari Marlboro     | Ferrari F2005    | Ferrari 055 3.0 V10     |         |        | BHR DNF | SMR 2S  | SPA DNF | MON 7S   | EUR 5    | CAN 2  | VST 1S   | FRA 3   | GBR 6   | DUI 5   | HON 2P  | TUR DNF | ITA 10 | BEL DNF | BRA 4   | JPN 7  | CHN DNF |       | Brons  | 62     |
| 2006    | Scuderia Ferrari Marlboro     | Ferrari 248 F1   | Ferrari 056 2.4 V8      | BHR 2P  | MAL 6  | AUS DNF | SMR 1P  | EUR 1S  | SPA 2    | MON 5S   | GBR 2  | CAN 2    | VST 1PS | FRA 1PS | DUI 1S  | HON 8   | TUR 3S  | ITA 1  | CHN 1   | JPN DNF | BRA 4S |         |       | Zilver | 121    |
| 2010    | Mercedes GP Petronas F1 Team  | Mercedes MGP W01 | Mercedes FO 108X 2.4 V8 | BHR 6   | AUS 10 | MAL DNF | CHN 10  | SPA 4   | MON 12   | TUR 4    | CAN 11 | EUR 15   | GBR 9   | DUI 9   | HON 11  | BEL 7   | ITA 9   | SIN 13 | JPN 6   | KOR 4   | BRA 7  | ABU DNF |       | 9      | 72     |
| 2011    | Mercedes GP Petronas F1 Team  | Mercedes MGP W02 | Mercedes FO 108Y 2.4 V8 | AUS DNF | MAL 9  | CHN 8   | TUR 12  | SPA 6   | MON DNF  | CAN 4    | EUR 17 | GBR 9    | DUI 8   | HON DNF | BEL 5   | ITA 5   | SIN DNF | JPN 6  | KOR DNF | IND 5   | ABU 7  | BRA 15  |       | 8      | 76     |
| 2012    | Mercedes AMG Petronas F1 Team | Mercedes F1 W03  | Mercedes FO 108Z 2.4 V8 | AUS DNF | MAL 10 | CHN DNF | BHR 10  | SPA DNF | MON DNFP | CAN DNF  | EUR 3  | GBR 7    | DUI 7S  | HON DNF | BEL 7   | ITA 6   | SIN DNF | JPN 11 | KOR 13  | IND 22  | ABU 11 | VST 16  | BRA 7 | 13     | 49     |
| Seizoen | Inschrijving                  | Chassis          | Motor                   | 1       | 2      | 3       | 4       | 5       | 6        | 7        | 8      | 9        | 10      | 11      | 12      | 13      | 14      | 15     | 16      | 17      | 18     | 19      | 20    | Pos.   | Punten |

## Records

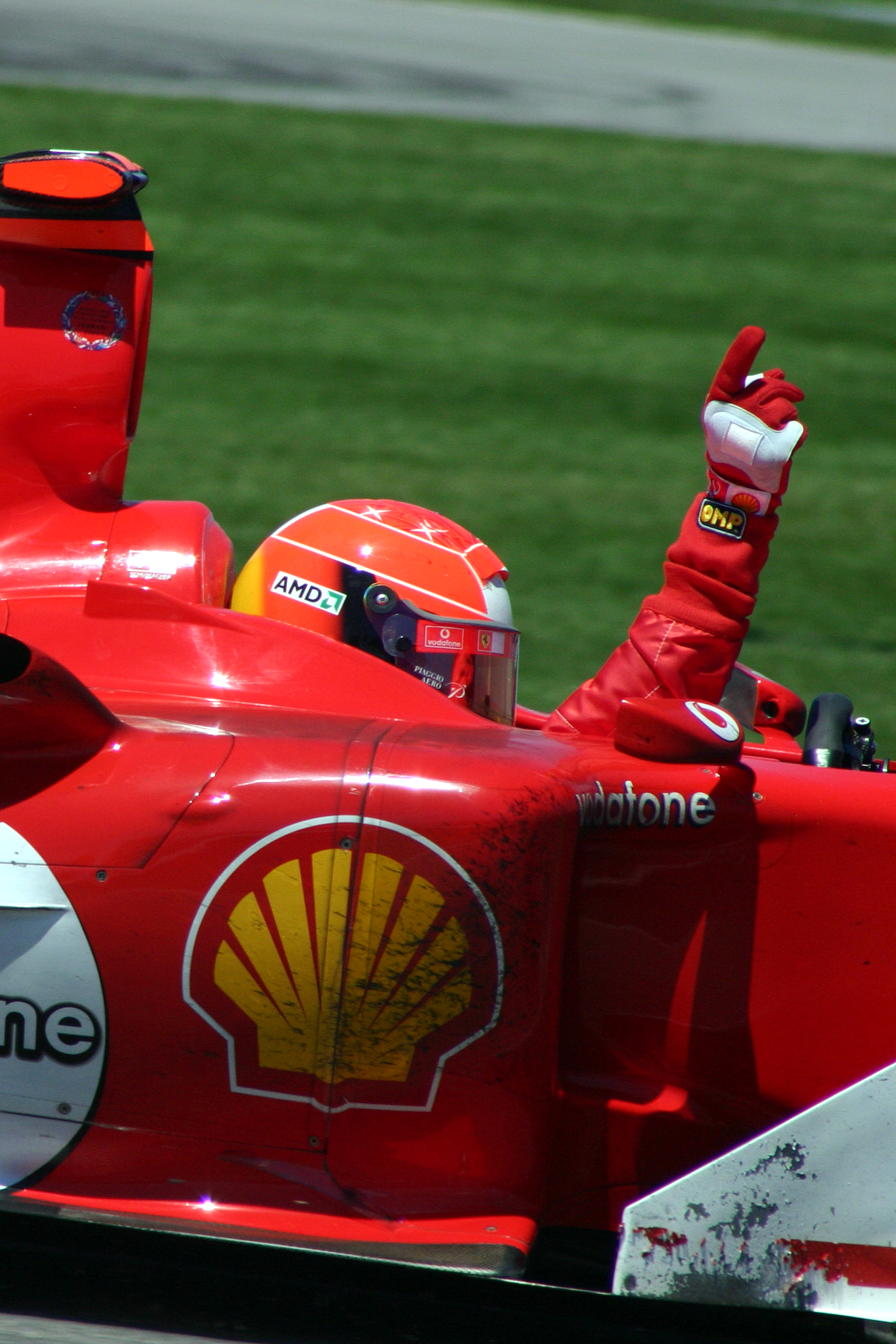
Michael Schumacher wint de Grand Prix te Indianapolis op 20 juni 2004

- Meeste malen wereldkampioen: 7 (1994-1995, 2000-2004, geëvenaard door Lewis Hamilton 2008, 2014-2015, 2017-2020)
- Meeste kampioenschappen achter elkaar: 5 (2000-2004)
- Kampioen met meeste races te gaan: 6 (2002), record gedeeld met Max Verstappen
- Grootste verschil met nummer 2 (voor de nieuwe puntentelling van 2010): 67 punten (2002, ten opzichte van de tweede: Rubens Barrichello)
- Meeste snelste ronden: 77
- Meeste snelste ronden in één seizoen: 10 (2004, geëvenaard door Kimi Räikkönen in 2005 en 2008)
- Meeste overwinningen met hetzelfde team: 72 (Scuderia Ferrari), ingehaald door Lewis Hamilton (Mercedes) met 84
- Meeste overwinningen op verschillende Grands Prix: 22, ingehaald door Lewis Hamilton die op 31 staat
- Meeste seizoenen achtereenvolgend met minstens 1 overwinning: 15, geëvenaard door Lewis Hamilton in 2021
- Meeste podiumplaatsen achtereenvolgend: 19 (VS 2001 - Japan 2002)
- Meeste top 2-finishes achtereenvolgend: 15 (Brazilië 2002 - Japan 2002), geëvenaard door Max Verstappen (Abu Dhabi 2022 - Italië 2023)
- Meeste tweede plaatsen: 43, ingehaald door Lewis Hamilton (57)
- Meeste podiumplaatsen met hetzelfde team: 114 (Scuderia Ferrari)
- Meeste ronden aan de leiding: 5.114, ingehaald door Lewis Hamilton
- Meeste kilometers aan de leiding: 24.146 (tot seizoen 2012), ingehaald door Lewis Hamilton
- Meeste polepositions met hetzelfde team: 58 (Scuderia Ferrari), ingehaald door Lewis Hamilton
- Meeste dubbels (poleposition en winst): 40, ingehaald door Lewis Hamilton
- Meeste hattricks (poleposition, snelste ronde en winst): 22
- Meeste hattricks in een seizoen: 5 (2004)
- Meeste starts van eerste startrij: 115
- Meeste races gefinisht in punten: 221, ingehaald door Fernando Alonso en Lewis Hamilton.
- Langste tijd bij hetzelfde team: 11 jaar (1996-2006), ingehaald door Lewis Hamilton (12 jaar bij Mercedes 2013-2024)

## Teamgenoten
- 1991: 7UP Jordan - Andrea de Cesaris (één Grand Prix)
- 1991: Camel Benetton Ford - Nelson Piquet
- 1992: Camel Benetton Ford - Martin Brundle
- 1993: Camel Benetton Ford - Riccardo Patrese
- 1994: Mild Seven Benetton Ford - JJ Lehto, Jos Verstappen, Johnny Herbert
- 1995: Mild Seven Benetton Renault - Johnny Herbert
- 1996-1999: Scuderia Ferrari Marlboro F1 - Eddie Irvine
- 2000-2005: Scuderia Ferrari Marlboro F1 - Rubens Barrichello
- 2006: Scuderia Ferrari Marlboro F1 - Felipe Massa
- 2010-2012: Mercedes GP Petronas F1 Team - Nico Rosberg

## Trivia

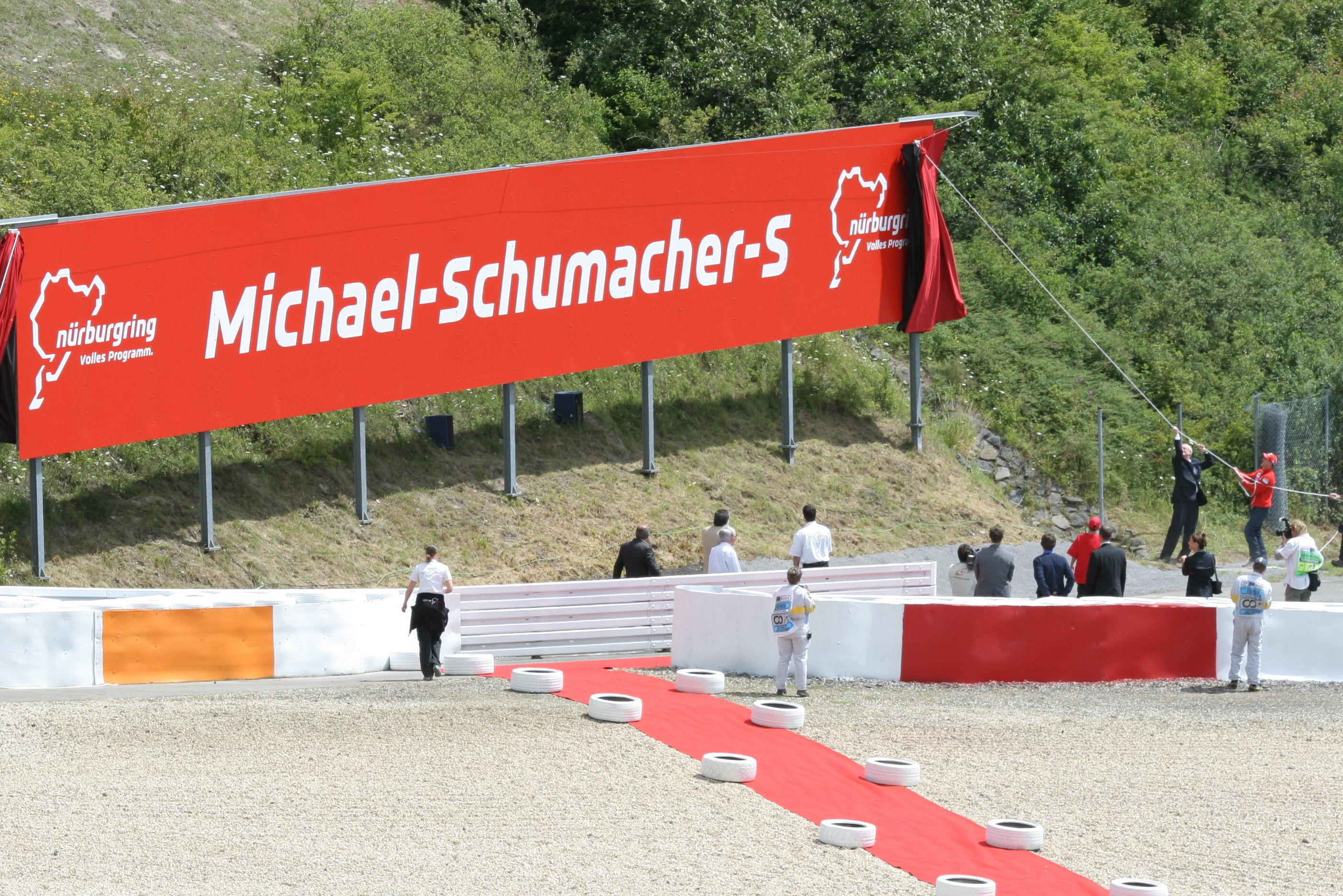
Onthulling Schumacher-S-bocht

- In 1997 bracht DJ Visage de single Formula uit, die in heel West-Europa een hit werd. Hij stond wekenlang op 1. Het lied is een soort eerbetoon aan Schumacher.
- Schumacher speelt in de Disney-Pixarfilm Cars (2006) een kleine rol als een Ferrari.
- In november 2006 werd hij benoemd tot ereburger van Maranello, de thuishaven van Ferrari.
- In 2008 was Schumacher te zien in de film Asterix en de Olympische Spelen. Hij komt met een Ferrari-rode teamkleur als Schumix uit in de wagenrennen voor Germanië.
- Schumacher kreeg op 22 juli 2007 een bocht op het circuit van de Nürburgring naar hem vernoemd: de 'Michael-Schumacher-S'. Het was de eerste bocht op de Nürburgring vernoemd naar een F1-rijder. De naam werd onthuld door Schumacher, samen met Bernie Ecclestone.
- Op 21 juni 2009 ontmaskerde hij zichzelf als The Stig in het populaire autoprogramma Top Gear. Aan het einde van het programma werd deze onthulling alweer in twijfel getrokken. Volgens een officiële bron zat Schumacher die bewuste aflevering achter het stuur van de geteste Ferrari FXX. Het blijft een raadsel wie de overige keren de witte helm op had.[12]
- Schumachers zoon Mick Schumacher was eveneens F1 coureur en is nu F1 reserve coureur.
- Zijn jongere broer Ralf Schumacher was eveneens F1 coureur.